# Colegiul Național „Decebal” din Deva
Colegiul Național „Decebal” este un liceu din Deva, România.

## Istorie
Liceul Real din Deva (Realgymnasium) a fost înființat la 4 octombrie 1871 cu o clasă având 23 de elevi. În anul 1876 se înființează și cursul superior, iar în anul 1879-1880 promovează prima serie de 10 absolvenți. Întrucât liceul nu avea cantină proprie, s-a început o acțiune de creare a unui fond de construcții din donația benevolă a cetățenilor din județ.
Toți locuitorii județului, români, maghiari și germani, au plătit un impozit suplimentar timp de 10 ani (1871-1881) pentru acoperirea cheltuielilor legate de înzestrarea și construirea unuei cantine corespunzătoare pentru noua școală, unică atunci în această parte a Transilvaniei. După obținerea cuvenitei aprobări din ordinele Ministerului Culturii cu nr. 10.143 din 14.VII.1871 și 17.268 din iulie același an, și aducerea lor la cunoștință populației orașului și a delegaților din județ, în cadrul unei adunări populare, toți cei prezenți și-au reînnoit în mod solemn angajamentele luate anterior privind sprijinul acordat noii școli din Deva.
Apoi, fiind ales și primul comitet școlar, format din reprezentanți ai populației maghiare, germane și române: Iordan Domokos, suprefect și președinte al comitetului școlar, Szeremley Lajos, Lengyel Gergely, Csaklany Gyorgy, Gergelyffi Tamas, Robert Lehmman, Simon Trifu și Simon Piso, membri. Comitetul a fost împuternicit ca, pe lângă problemele privind grija pentru baza materială a școlii să aiba în vedere și realizarea „sarcinilor spirituale” si să „supravegheze și îndrume” activitatea cadrelor didactice.
Școala își începe activitatea la 4 octombrie 1871, în localul de pe actuala stradă Mihai Eminescu nr. 17 unde, între 1875-1879, se mai construiesc încă 4 săli de clasă pe terenul cumpărat în 1875 cu 10.000 de coroane austro-ungare. Prin ordinul 9.139 din 10 mai 1876 se aprobă înființarea clasei a V-a pentru anul școlar 1876-1877, deci transformarea școlii reale de 4 clase în liceu real complet de 8 clase. Acest eveniment a facut să crească încrederea în viabilitatea și pregătirea tehnică pe care o dă liceul elevilor care-l frecventează și începe să crească, de la an la an, efectivul.
În anul precedent, frecventau școala 11 români, iar acum numarul lor a crescut la 24. În aceleasi situații statistice, din care s-au cules aceste date, se mai arată că la începutul anului școlar 1876-1877, un singur elev cunoștea numai limba maghiară, 4 numai limba română, 51 maghiară și română, 7 maghiară și germană, 41 maghiară, română și germană și alte limbi. Deci din 119 elevi, 96 cunoșteau limba română. Peste 10 ani, în 1886-1887, din aceleași date statistice rezultă că, la începutul anului școlar, 16 elevi cunoșteau numai limba maghiară, 21 numai limba română, 80 maghiară și română, 9 maghiară și germană, 29 maghiara, română și germană și unul maghiară și altă limbă. Peste 20 de ani, situația se prezintă astfel: 135 de elevi cunosc numai limba maghiară, 168 română, maghiară și alte limbi. 
Din datele culese pe o perioadă de 4 decenii, rezultă creșterea continuă a elementului românesc la școală și faptul că elevii români se prezintă tot mai bine pregătiți pentru liceu, chiar în ceea ce privește cunoașterea și a altei limbi pe lângă limba maternă – limba maghiară și germană. De altfel, în anuarele publicate între anii 1871-1918, se constată un număr foarte ridicat de elevi români premiați în fiecare clasă, ceea ce denotă seriozitate, perseverență în muncă și dorința de a se afirma și de a-și însuși cunoștințele temeinice pentru viață. Din anuarul liceului real din Deva, din anul scolar 1902-1903, vom spicui câteva nume de elevi români foarte buni la învățătură din toate clasele: 
- Clasa I: Fan Ioan, Românul Aurel, Ghila Iuliu, Moga Ioan, Popescu Traian
- Clasa a II-a: Ghila Francisc, Pantea Gheorghe, Josan Iuliu, Ambrus Manase
- Clasa a III-a: Ghiura Iosif, Trimbitoni Traian
- Clasa a IV-a: Ambrus Valer, Dăncilă Ioan, Popa Abraham
- Clasa a V-a: Olariu Petru, Păcurar Nicolae
- Clasa a VI-a: Ghilă Sever, Turcean Gheorghe
- Clasa a VII-a: Dragoi Alexandru
- Clasa a VIII-a: Oprean Rudolf, Popovici Aurel, Pascu Oliviu ș.a.

Pentru a sublinia interesul manifestat în sprijinul acordat acestei instituții de către toți locuitorii județului Hunedoara, vom relata faptul că impozitul benevol acceptat în 1871 pe timp de 10 ani, a fost sistat în 1874 de către Ministerul de Finanțe din Budapesta din motive inexplicabile, și apoi încasat, din nou începând cu anul 1878, timp de trei ani. În anul 1894, din acești bani au mai rămas doar 32.000 kor. depuși la administrația financiară a județului și că acești bani s-au cheltuit pentru construirea sălii de gimnastică și pentru cumpărarea curții și localului de la nr. 14 de pe strada Decebal, unde s-a amenajat muzeul de istorie și antichități al liceului. Din istoricul liceului întocmit în anul 1902-1903 de fostul director Gábor Téglás, rezultă că statul a subvenționat cu 376.000 kor. liceul real pentru construcții, teren etc., iar cheltuielile s-au ridicat (fără să cunoaștem restul mobilierului pentru noul local inaugurat în anul 1888), la suma de 448.500 kor. Diferența și, în plus, poate, prețul mobilierului comandat de la firma Bakk Lajos din Cluj, în 1888-1889, reprezintă suma donată de locuitorii județului, în mod benevol, în folosul școlii. Concluzia celor arătate mai sus vrea să fie faptul că populația acestui județ și-a adus contribuția atât în înființarea cât și la construcțiile făcute și dotarea acestora cu mobilier și material didactic. Dr. Petco Lazăr, împreună cu alți fruntași ai românilor din Deva, a fost un înflăcărat luptător pentru ridicarea culturală a poporului român. De aceea, el a sprijinit toate acțiunile întreprinse în legătură cu înființarea și dezvoltarea liceului real din Deva. În anul 1879, el a fost ales în noul comitet scolar al liceului și, împreună cu alți membri, a fost trimis intr-o delegație la Budapesta, la Ministerul Culturii, pentru a cere fonduri suplimentare și aprobarea pentru închirierea unui nou local de școală pe lângă cel din actuala str. M. Eminescu nr. 17 care, pe lângă toate adăugirile și modificările făcute, a devenit neîncăpător. De aceea, în memoriul amintit mai sus, el cere înființarea unei secții române în cadrul liceului real din Deva, pentru ca elevii români din acest liceu să poată studia în limba maternă.

### Înființarea școlii
Liceul real din Deva, înființat la 4 octombrie 1871 pe baza ordinului Ministerului Culturii din Budapesta, cu nr.10143/1871 a funcționat, la început, în localul de pe strada M. Eminescu și, după ce acesta n-a mai fost încăpător, s-a închiriat, în anul școlar 1879-1880, încă un local, demolat azi, în care funcționau: 3 clase, biblioteca, colecția de științe naturale și sala de desen. Dispersarea liceului în două clădiri a creat greutăți în buna desfășurare a procesului de învățământ și, de aceea, la cererea părinților, elevilor și profesorilor, adresată Prefecturii Comitatului Hunedoarei, acesta intervine pe lângă Ministerul Culturii pentru aprobarea construirii unui local de scoala corespunzător, pe cheltuiala statului. Ministerul aprobă construirea localului și, în anul 1886, alocă pentru acest scop suma de 100.000 kor., suplimentată ulterior cu încă 60.000 kor. După multe frământări și confruntări de opinii în legătură cu locul unde se află amplasat noul local, s-a căzut de acord să se cumpere locurile de casa și grădinile unor proprietari pe un front de 30 m, între actualele străzi „1 Decebrie” și "Decebal”, cu suma de 28.500 kor., și adâncimea de 100 m până pe strada A. Șaguna. Ulterior, terenul a fost lărgit, cumpărându-se și curțile, grădinile și casele învecinate. Construirea noului local începe la 24 octombrie 1888. Localul este construit din piatră și cărămidă, dușumeaua din scândură, atât în săli cât și pe coridoare (inițial), iar tavanul din traverse de fier și bolte de caramida. Înălțimea încăperilor este de 4.1 m la parter și etaje, iar la demisol 3,6 m. Lățimea tuturor încăperilor destinate învățământului (săli de clase, laboratoare etc.) este de 6 m, iar lungimea variază între 5-12 m. Întreaga clădire cuprinde 64 de încăperi cu 6 ieșiri, dintre care trei la fațadă. Gardul de fier de la fațadă a fost construit din donația ministrului Ágoston Trefort, în anul 1891. Mobilierul școlii (bănci, dulapuri, mese, scaune etc.) a fost comandat la firma Bakk L. din Cluj. Acesteia, conducerea școlii prin directorul Teglos Gabor, îi aduce cele mai vii mulțumiri pentru respectarea termenului de livrare și montare, cât și pentru buna calitate a mobilierului fabricat. Apoi, actualul local al liceului a suferit, în perioada anilor 1890-1901, diferite transformări evaluate la suma de 100.000 kor. Astfel, a fost înlocuită dușumeaua de scândură de pe coridoare cu plăci de ciment, s-au demolat ziduri interioare mărindu-se unele săli de clasă, ori s-au creat noi încăperi și alte transformări dictate de cerințele bunei desfășurări a procesului de învățământ.

#### Internatul liceului
Odată cu completarea celor patru clase inferioare și apoi și a cursului superior de liceu, a crescut efectivul de elevi, și printre aceștia se aflau mulți elevi originari din alte părți. Elevii făceau naveta, venind de la distanțe mari pe jos și cu trenul, alții stăteau la gazde, de obicei la familii sărace, în condiții necorespunzătoare din punct de vedere igienic și neprielnic studiului, și ceea ce era și mai greu pentru acești elevi era întreținerea lor. De aceea, în anul școlar 1876-1877, se înființează o cantină pentru circa 30 de elevi. Unii dintre aceștia primesc masa gratuit, alții cu reducere și alții o plătesc integral, în funcție de starea materială și rezultatele la învățătură. Cantina nu rezolvă, însă, în întregime problema ajutorării elevilor din alte localități, de aceea, după terminarea localului nou de școală, Ministerul Culturii, din ordinul nr. 36.629/1899, aprobă înființarea unui internat pentru 25 de elevi. Internatul a functionat în aripa clădirii liceului dinspre curte și a fost inaugurat la 2 septembrie 1889. Aripa clădirii destinată internatului se compunea din dormitoare, spălătoare, infirmerie, baie, bucătărie, sală de mese, magazii, două camere pentru pedagogi etc. Internatul era condus de un profesor supraveghetor care ținea ore suplimentare cu elevii slabi, corigenți, îi ajuta și îndruma în rezolvarea temelor, păstra banii elevilor și ținea evidența cheltuielilor acestora și, săptămânal, raporta în scris directorului asupra modului cum s-a desfășurat programul. Meditația se desfășura sub supravegherea responsabililor de săli de meditație și a profesorului responsabil de internat. În ultima jumătate de oră de meditație, seara, elevii din ultimele clase controlau temele și modul cum s-au însușit lecțiile pentru a doua zi, colegii lor din clasele mai mici. Începând din anul școlar 1891-1892, în cadrul internatului au mai functionat: cercul de muzică instrumentală, vioară și pian, cu 25 de elevi și cercul de sculptură în lemn cu 28 de elevi. Elevii de la cercul de muzică plateau o taxa de 30 kor. la vioară și 40 kor. la pian anual. În anul școlar 1890-1891,  numărul elevilor interni a fost de 48, ca peste câțiva ani, să ajungă de 65. În același timp a crescut și efectivul de elevi din școală, ceea ce reclamă și spațiul ocupat de internat. De aceea, la cererea conducerii școlii, Ministerul Culturii cu ordinul nr. 10.278/1899 aprobă construirea unui local nou pentru internatul liceului, alocându-se acestui scop suma de 100.000 kor. Acesta este inaugurat la 10 octombrie 1900, iar responsabil cu internatul a fost numit Boteanu Iosif, viitorul director al liceului în perioada 1919-1938. Toate sălile și coridoarele din clădirea liceului și a internatului aveau la începutul secolului al XX-lea instalat iluminatul electric, canalizare și instalație de apă potabilă.

#### Infirmeria
În anul scolar 1901-1902 s-a construit un local pentru un „spital” școlar pentru bolnavii de boli contagioase, cu două saloane, fiecare cu câte 4 paturi, o cameră pentru infirmieră și o baie. „Spitalul” a fost înzestrat cu un cărucior pentru transportul bolnavilor și un aparat de dezinfectat. Totodată, „spitalul” școlar era în legătură telefonică cu bucătăria internatului și cu locuința directorului. Asistenta medicală în internat a fost asigurată de medicul primar al județului de două ori pe săptămână și, din anul școlar 1900-1901, de către medicul școlii Dr. Mesko A. care a fost și profesor de igienă la ultima clasă de liceu. Pentru întărirea organismului elevilor interni, aceștia făceau exerciții fizice, jocuri și plimbări sub supravegherea profesorului responsabil. Iarna se amenaja în curtea școlii un teren de patinaj. Părinții erau înștiințați lunar în scris asupra notelor primite, a programului făcut sau abaterilor săvârșite de copiii lor. În timpul liber, elevii interni puteau învăța să cânte la pian ori la vioară, după preferință, și să învețe sculptură. Duminica se organizau excursii cu elevii de internat în localitățile învecinate.

#### Muzeul liceului
Din banii adunați de către subprefectul Barcay Kalman și din contribuția locuitorilor județului Hunedoara pentru construirea localului liceului real, a rămas disponibilă suma de 32.000 kor., din care s-a cumpărat localul de pe strada Decebal nr. 14 cu 4 camere și care a fost destinat pentru a servi elevilor ca muzeu de istorie și antichități.

#### Sala de gimnastică
Pe timp favorabil, orele de educație fizică se desfășurau în curtea școlii, în care s-a rezervat un teren de 40/85m (3.400 metri pătrați). Însă iarna și pe timp nefavorabil, orele de educație fizică nu se puteau desfasura în curte și de aceea, în 1894, s-a construit actuala sală de gimnastică cu dimensiunile: 9 x 18 m. Costul întregii construcții s-a ridicat la suma de 16.000 kor. În 1901-1902, s-a mai construit o sală anexă, drept vestiar. Astfel, orele de educație fizică se desfășoară de acum într-un local corespunzător, înzestrat cu aparatajul cerut de programa școlară. De la șura veche din curtea școlii de pe strada M. Eminescu, care a servit elevilor liceului în anul școlar 1871-1872 drept sală de gimnastică și până la construirea noii săli, au trecut aproape treizeci de ani, iar conditiile desfășurării sportului în școală s-au îmbunătățit substanțial.

### Programa de învățământ în perioada 1871-1919
Materiile predate la liceul real din Deva în perioada respectivă se împart în două categorii:
- materii obligatorii
- materii facultative

Din materiile obligatorii fac parte următoarele:
1. Limba maghiară: s-a predat în clasele I-II cu 5 ore pe săptămână, în clasele III-VI cu 4 ore între anii 1886-1900, iar în restul aniilor în trei ore săptămânal. În clasele VII-VIII, limba maghiară s-a predat trei ore săptămânal.
2. Limba germană: s-a predat în clasele I-II cu mari fluctuații, atribuindu-se acestui obiect între 2-5 ore săptămânal, în clasa a V-a - 3 ore săptămânal, iar în clasele VI-VIII - 2 ore săptămânal.
3. Limba franceză: s-a predat în clasele I-II numai în primii ani în 3-4 ore săptămânal, în clasele III-IV între 3-5 ore săptămânal, iar în restul claselor, în majoritatea anilor, în trei ore săptămânal.
4. Matematicile: au fost obiectul căreia i s-a acordat în această perioadă cea mai mare importanță, de aceea în toate clasele i s-au atribuit cele mai multe ore, dupa cum urmează: în clasele I-IV – 3-4 ore, în clasa a V-a – 3-6 ore, în clasa a VI-a – 4-5 ore, în clasa a VII-a – 4 ore, iar în clasa a VIII-a - 3 ore. Pe lângă obiectul matematicii, s-a mai predat în liceu, în clasele III-VIII, și geometria în spațiu sau geometria descriptivă într-un număr de 2-3 ore săptămânal, desenul geometric în clasele I-IV între 1-4 ore, variind în funcție de clase și perioade și geometria propriu-zisă, care s-a predat în toate clasele într-un număr de 2-3 ore pe săptămână. Pe lângă toate aceste ramuri ale matematicilor, s-a mai predat între anii 1886-1919, în două ore săptămânal, obiectul construcții geometrice. Deci, în toate clasele, matematicile, în toate variantele, s-au predat între 8-12 ore săptămânal, ceea ce imprimă caracterul real al acestui liceu.
5. Științele naturale: s-au predat în două ore săptămânal în clasele I-II, în clasa a III-a - 2 ore numai în etapa 1886-1900, iar în clasa a IV-a numai la sfârșitul etapei 1911-1919 - 4 ore săptămânal. În clasele V-VII - 2-3 ore, iar în clasa a VIII-a, în aceste perioade câte 2 ore săptămânal.
6. Fizica: s-a predat în clasa a II-a 2-3 ore în perioada 1871-1885, a început cu 4 ore în 1873 în clasa a III-a și a sfârșit cu 2 ore în 1919; în clasa a IV-a s-au afectat acestui obiect 2 ore, ca în preajma anului 1900 sa fie scos din programă. În clasa a V-a nu s-a predat iar în clasa a VI-a numai în intervalul 1879-1885, în trei ore săptămânal. În clasele VII-VIII s-au atribuit 4-5 ore săptămânal acestui obiect.
7. Chimia: s-a predat într-o scurta perioada în clasa a III-a cu 5 ore săptămânal, iar în clasele IV-VII în 2-3 ore săptămânal. În clasa a VIII-a chimia nu s-a predat în niciun an.
8. Geografia: s-a predat în trei ore în clasele I-II; iar în clasa a III-a obiectul s-a predat cu perioade de intrerupere, în clasa a IV-a în 2-3 ore, iar în clasele V-VIII numai în perioada 1876-1900, câte 2 ore săptămânal.
9. Geologie: s-a predat în clasa a VII-a între 1886-1900 câte trei ore săptămânal, iar în clasa a VIII-a aproape întreaga perioadă, câte 2 ore săptămânal.
10. Topografia: s-a predat în clasa a IV-a în perioada 1900-1910 în 2 ore săptămânal.
11. Istoria: s-a predat in I-II până în 1900 în 1-2 ore săptămânal, în clasa a III-a în 1-5 ore săptămânal în diferite etape, în clasele IV-VIII - 2-3 ore săptămânal.
12. Igiena: s-a introdus ca obiect de învățământ din anul 1900 în clasele VII-VIII cu câte o oră săptămânal și a fost predată de medicul școlii.
13. Desenul: s-a bucurat de multă prețuire in scoala, atribuindu-se 2-4 ore săptămânal în clasele II-V și apoi 2 ore în clasele VI-VIII.
14. Educatia fizică: s-a predat în toate clasele în câte două ore săptămânal, cu excepția clasei I unde au fost perioade în care acestui obiect nu i s-a atribuit decât o oră.
15. Contabilitatea: s-a predat în clasele IV-VI câte o oră pe săptămână.
16. Filozofia: s-a predat tot timpul, de la înființarea clasei a VIII-a în cate 3 ore săptămânal și anume: 2 ore de psihologie și o oră de istoria filozofiei și logică.
17. Caligrafia: s-a predat în clasele I-III până în anul 1890, iar după aceea numai în primele 2 clase în cadrul unei singure ore pe săptămână.
18. Religia: a fost introdusă ca obiect de studiu obligatoriu începând din anul școlar 1874-1875 la toate clasele, în primele 2 decenii cu câte o oră săptămânal și apoi câte 2 ore. Acest obiect a fost predat tot timpul de către preoții cultelor cărora aparțineau elevii.

Materiile facultative (s-au predat pe grupe de elevi constituite după gradul de însușire a materiei din cadrul obiectului):
1. Limba latină: s-a predat unor elevi recrutați din toate clasele într-un numar variabil de ore, în funcție de clasă și orientare a politicii școlare în perioada respectivă, de la 1 la 4 ore săptămânal, în 4 grupe.
2. Limba română: se preda în 3 grupe la clasele I-III de la înființarea școlii până în anul 1900, iar în clasele IV-VIII, între 1886-1900, în 2 ore săptămânal.
3. Desenul tehnic: s-a predat numai între 1877-1885 la clasele III-V câte 2 ore săptămânal.
4. Stenografia: s-a predat din anul 1886 până în 1919, în clasele III-IV și, până în anul 1910, în clasele VI-VII în două ore săptămânal.
5. Scrima: s-a predat numai în clasa a VIII-a în perioada 1900-1910, într-o oră pe săptămână.
6. Sculptura: s-a predat în clasele V-VIII, începând cu anul 1900, într-o oră pe săptămână.
7. Muzica: este un obiect facultativ din anul școlar 1876-1877 și s-a predat pe grupe de elevi talentați la această disciplina în care învățau să cânte la diferite instrumente. Dintre elevii care făceau parte din centrul de muzică și-au construit și o orchestră și corul școlii.

### Perioada 1919 - 1948
Dupa instaurarea administratiei romanesti in Transilvania în anul 1919, Consiliul Dirigent a preluat de la fosta conducere austro-ungara resorturile economiei, justitiei, administratiei, invatamantului etc. Anul scolar incepuse de cateva luni. In invatamantul secundar in scolile de stat pentru a nu se produce prea mari perturbari anul scolar s-a desfasurat in vechea forma pana la incheierea cursurilor. S-au facut doar cateva modificari in programa: limba romana a devenit obiect de studiu obligatoriu alaturi de istoria si geografia Romaniei. Conducerea scolilor a fost incredintata unor organe noi , numite de autoritatile romanesti. Nici liceul real de stat din Deva n-a facut exceptie. In luna martie anul 1919 profesorul Iosif Botean potrivit Ord. 197/1919 al prefecturii judetului preia de la fostul director Carol Göllner cancelaria, arhiva , caseria, colectia , intreaga avere a liceului iar la 5 iulie 1919 cu Ord. 7567 al Consiliului Dirigent este numit director. Tot atunci 8 profesori ai liceului si un om de serviciu au depus juramantul fata de statul roman si au ramas sa-si continuie activitatea in liceu. In anul scolar 1919-1920 a inceput organizarea liceului . S-a introdus predarea in limba romana a tuturor obiectelor dar numai in clasele I-IV. In clasele VI-VIII s-a continuat predarea in limba maghiara pana la absolvirea liceului de catre elevii acestor clase. Pentru elevii de alta nationalitate s-a tinut un curs special de limba romana in lunile august si septembrie la care au predat profesorii Iosif Boteanu si Oscar Mailand. Anul scolar incepe cu destul de multe greutati intre care si lipsa de cadre calificate pentru predarea obiectelor de studiu in limba romana.S-a facu apel la invatatori,studenti din ultimii ani de studiu si alti intelectuali. Apelul a avut un puternic ecou, iar ca urmare in vara anului 1919 s-au deschis la Cluj cursuri de pregatire pentru predarea in scolile secundare. Cursurile s-au continuat si in septembrie astfel incat anul scolar 1919-1920 a inceput la 1 octombrie, ca sa poata fi incadrati in invatamant si absolventii acestor cursuri. Devenit proprietatea statului roman si pus la dispozitia populatiei judetului ,liceul a primit in 1920 aprobarea de a purta numele Liceul de stat „Decebal”.In anul scolar 1922-1923 liceul a functionat potrivit „Regulamentului scolilor secundare si a internatelor”, aplicat in intreaga tara. Inscrierea in clasa I se facea dupa sustinerea unui examen de admitere si tot asa se intra si in cursul superior.Absolventii clasei a VIII-a dadeau examen de maturitate in fata unei comisii conduse de un cadru universitar, inspector scolar,sau profesor secundar din alta localitate. In anul scolar 1923-1924 se introduc examene de absolvire a cursului superior in locul examenului de maturitate.Din anul scolar urmator elevii ultimei clase au fost obligati sa se prezinte la examenul de bacalaureat . Pana in anul scolar 1928-1929 liceul a avut numai sectia reala.Anul scolar era impartit in doua semestre, pana in anul scolar 1923-1924 cand in intreaga tara s-a trecut la impartirea in trimestre scolare.Tot in acest an s-a adoptat si sistemul de notare cu note de la 10-1,care a inlocuit calificativele folosite pana la acea data (foarte bine, bine, suficient, insuficient). Legea invatamantului secundar se modifica in 15 mai 1928.Se desfiinteaza liceul de 8 clase fiind inlocuit cu liceul unic de 7 clase.Se introduc examene anuale la toate clasele, iar absolventii clasei a VII-a dadeau examen de bacalaureat .Experienta cu liceul de 7 clase si un an de pregatire pe langa facultati n-a dat rezultatele dorite. In anul scolar 1934-1935 s-a revenit la liceul de 8 clase, iar examenele de sfarsit de an se vor mentine pana in anul scolar 1943-1944, dupa ce intre anii scolari 1931-1932 / 1933-1934 s-au tinut sporadic. Structura regulamentului de functionare a liceului n-a mai suferit modificari importante pana in 1948. În Liceul de stat „Decebal” s-a desfășurat în perioada interbelica si invatamant fara frecventa.El consta in sesiuni de examene la care candidatii se prezentau ca pregatiti „in particular”. In anul scolar 1928-1929 liceul „Decebal” implinea 10 ani de existenta. S-a organizat o serbare jubiliara la care au participat profesorii, elevii si absolventii ultimului deceniu, precum si un numeros public. A fost o intalnire cu caracter inaltator care a dat un nou impuls activitatii liceului.  

### Dinamica efectivului de elevi
Intre anii 1919-1948, liceul n-a avut niciodata un numar prea mare de elevi. Clase paralele nu a avut decat in prima si ultima parte a acestei perioade. Au absolvit liceul in amintita perioada, un numar de 819 elevi. Ultimele clase n-au fost niciodata paralele si nici numarul elevilor din clasa de absolvire n-a fost mare decat rareori. Cifra record, 56 absolventi, a fost atinsa in anul scolar 1944-1945. In primii ani ai liceului romanesc, terminau clasa a VIII-a mai putin de 20 de elevi. La invatamantul fara frecventa, intre anii 1919-1948, au absolvit liceul un numar de 176 de elevi particulari. Statisticile cu privire la originea sociala a elevilor ne arata ca in primul deceniu de dupa unirea din 1918 locul intai ca numar, il detineau fiii de tarani, care in anul scolar 1925-1926 erau de peste 150, pe locul al II-lea se situau fiii de cadre didactice si alti intelectuali, pe locul al III-lea cei de functionari, iar apoi cei de muncitori, meseriasi,comercianti etc. In cel de-al doilea deceniu de existenta al liceului scade numarul fiilor de tarani, cei mai multi dintre copiii de la tara indreptandu-se spre scoala normala, nu spre liceu. La fel au procedat si fiii de intelectuali, de muncitori, de comercianti etc. Fiii de functionari si-au mentinut tot timpul numarul acesta crescand chiar in 1939-1940 la peste 100. In ceea ce priveste originea elevilor,dupa nationalitati, era in deplina concordanta cu compozitia etnica a judetului Hunedoara. Conditiile de viata si de pregatire a lectiilor nu erau pentru toti aceleasi. O mare parte dintre cei care locuiau la parinti, in oras, precum si cei de la internat, aveau totul la indemana si se puteau pregati nestingheriti. Unii erau pregatiti in particular de meditatori platiti sau de pedagogii internatului. Copiii de oameni saraci aveau de luptat cu diferite greutati. Neputind plati taxele cerute pentru cazarea in internat, unii elevi locuiau pe la gazde, care nu le puteau asigura cele mai bune conditii de viata si de munca. Alti elevi veneau singuri cu trenul din localitatile din jur, pierzand timp prin gara si adesea ajungand tarziu acasa. In pofida greutatilor de tot felul, elevii se straduiau sa invete bine si sa aiba o purtare demna de renumele liceului pe care il reprezentau.

### Cadrele didactice
Elevii liceului „Decebal” au fost instruiti si educati in perioada la care ne referim de catre un numar de 193 de cadre didactice.Fiind liceu de baieti, corpul didactic a fost alcatuit mult timp numai de profesori si abia mai tarziu, incepand cu anul scolar 1934-1935, anumite ore ramase in afara catedrelor au fost date la profesoare de la liceul de fete. In timpul razboiului si in primii ani scolari de dupa terminarea razboiului, au fost incadreate si profesoare, la anumite catedre, unde nu erau profesori. Profesorii incadrati la liceul nostru au desfasurat o munca de calitate, care a ramas in amintirea fostilor lor elevi si a contribuit la faurirea renumelui de care s-a bucurat liceul „Decebal”. Conducerea liceului a avut-o pana in 1938 inimosul si energicul director Iosif Boteanu, primul director al liceului dupa unirea Transilvaniei cu Tara. Pentru activitatea neobosita in scoala si in afara de scoala, in anul scolar 1923-1924 a fost decorat cu ordinul „Coroana Romaniei”, in grad de cavaler. La 1 septembrie 1938, odata cu pensionarea lui Iosif Boteanu, Ministerul Instructiunii Publice numeste ca director al liceului pe profesorul Liviu Sirca. Acesta a avut conducerea liceului pana in 1952, cand s-a pensionat. Sub indrumarea celor doi directori si-a desfasurat activitatea un valoros corp didactic, format din profesori inimosi care, pe langa activitatea la catedra, au intocmit manuale scolare, au condus reviste scolare in paginile carora au publicat numeroase articole, au cules, prelucrat si publicat doine si cantece romanesti din zona, au indrumat diferite societati cultural-patriotice ale elevilor. Imbunatatirea metodelor de predare si ridicare a nivelului de cunostiinte al elevilor a fost totdeauna o preocupare a cadrelor didactice din liceu. Cei doi vestiti directori asistau des la lectii si constatarile le discutau cu profesorii asistati si trageau concluzii profesorale. Din anul scolar 1933-1934 dirigintii au inceput sa realizeze fise de observatie a elevilor. Devenit director al liceului, Liviu Sirca a introdus metoda schimbului de experienta, organizand lectii deschise si invitand pe profesori sa asiste la ele si sa le discute. Pentru a veni in sprijinul profesorilor in opera de educare a elevilor, s-a luat masura de a se pregati un ciclu de conferinte cu continut educativ, care sa fie expuse de profesorii cu experienta in consiliile pedagogice.

### Instructia și educatia elevilor
In primii ani scolari, dupa Unirea cu Tara, instruirea elevilors-a facut conform programei analitice pentru scolile secundare, publicata in 1919 de Consiliul Diligent. Din anul scolar 1924-1925 liceul a functionat cu aceleasi programe si regulamente care se aplicau in intreaga tara. Planurile de invatamant au cuprins cam aceleasi obiecte cu unele modificari in ceea ce priveste studiul limbilor, al lucrului manual. S-au studiat urmatoarele discipline de invatamant: religia, romana, latina, franceza, germana, instructia civica, drept si economie politica, filosofie, istorie, geografie, matematica, stiinte naturale, chimie, fizica, igiena, muzica, desen, caligrafie, gimnastica. Cu un program de 30-32 ore pe saptamana, liceul avea ca scop inzestrarea tineretului cu cunostiinte de cultura generala, in vederea formarii de intelectuali si functionari care sa slujeasca interesele societatii din acel timp. Paralel cu instruirea elevilor, colectivul de profesori ai liceului a urmarit totdeauna si educarea multilaterala a lor. Acesta realizeaza in primul rand pe baza obiectelor studiate in scoala. Aici isi insuseau elevii legi si adevaruri stintifice, descoperite de omenire cu truda si sacrificii. Tot scoala le crea elevilor prilejuri de activitate personala prin participarea la actiuni de mare valoare educativa, cum ar fi : activitatea in societatile literale si stintifice, colaborarea la revista liceului, participarea la actiunile sportive, la cor, orchestra, echipe de teatru, de dans, vizite la locuri istorice etc. Educarea tineretului insa n-a fost lasata niciodata numai pe seama scolii. Familia a avut un rol important in aceasta privinta. Majoritatea elevilor intrau in liceu cu zestrea celor 7 ani de acasa, pe care si-o desavarseau apoi in liceu. In afara de familie si scoala, intre cele doua razboaie mondiale, de educatia tineretului s-au ocupat si unele organizatii paramilitare: premilitaria, cercetasia, strajeria. In timpul razboiului elevii si profesorii executau obligatoriu munca de razboi, timp de 30 de zile, in timpul verii. Dupa al doilea razboi, in educatia elevilor s-au introdus treptat innoiri de orientare si organizatorice. Incepea marea actiune de indoctrinare a elevilor si cadrelor didactice care avea sa sfarseasca o jumatate de secol mai tarziu. Pe langa munca de instruire si educare depusa in clasa, elevii liceului desfasurau o intensa activitate si peste programele scolare, atat in liceu cat si in afara lui. Aceasta contribuia pe de o parte la educarea lor, iar pe de alta parte la raspandirea culturii in mase si la progresul societatii romanesti. Inca din primul an scolar al liceului, aflat sub administratie romaneasca, a luat fiinta la 15 noiembrie 1919, societatea de lectura a elevilor”Alexandru Vlahuta”, care avea drept scop”completarea cunostiintelor si a educatiei elevilor in afara cadrului invatamantului obligatoriu”.Activitatea in societate era variata si oferea elevilor prilejul de a-si pune in valoare anumite talente si aptitudini, de a-si imbogatii orizontul cultural, de a-si exprima pareri si convingeri si de a se afirma in public. In anul scolar 1924-1925 a luat fiinta in liceu si o societate de matematica cu numele de „Spiru Haret” . Membrii ei au construit multe planoare si propulsoare, cu care s-au facut cunoscuti in intreaga tara. Pe linie artistica, activitatea muzicala a stat tot timpul pe locul I in liceu. La 3 octombrie 1920 ia fiinta societatea de muzica a elevilor si incepe organizarea corului si a orchestrei. Nenumarate au fost ocaziile in care aceste formatii au aparut in public si au cules aplauze entuziaste atat in oras cat si prin satele din jur. Alaturi de activitatea muzicala, merita sa fie mentionata si activitatea teatrala a elevilor. Liceul a avut intotdeauna echipe de actori amatori care au jucat in piese de teatru la serbarile din oras sau in fata oamenilor de la tara. Unii isi interpretau rolurile cu un real talent si erau mult apreciati si admirati de catre public. Un loc de frunte l-a ocupat si activitatea sportiva a elevilor liceului nostru. Inca din 1921 se infintase un club sportiv al elevilor si cele doua echipe de fotbal sustineau meciuri cu elevii altor scoli din Deva, Orastie si alte localitati. Gimnastica se bucura de multa apreciere din partea publicului din oras si era practicata de multi elevi. Se organizau concursuri cu premii si olimpiade judetene, la care asista un numeros public si sportivii liceului se clasau pe primele locuri. In anul scolar 1937-1938, sportivii liceului obtin locul I la campionatele nationale de atletism ale juniorilor, organizate la Bucuresti. Excursiile au fost si sunt o preocupare a tineretului si ele s-au facut in numar mare in perioada dinainte de 1948. Unele au avut un caracter stiintific, de documentare istorica, geografica,botanica, geologica. S-au organizat si excursii de durata mai mare, avand ca obiectiv cunoasterea patriei, mai ales a tinuturilor recent alipite Romaniei prin Marea Unire din 1918. O alta forma de activitate in afara clasei a fost editarea revistei „Stiu”, revista a elevilor si profesorilor de la liceul „Decebal”. In cei 7 ani de existenta, intre1937-1943, revista a aparut de trei ori pe an si a fost pentru elevii liceului un mijloc de educare si de verificare a aptitudinilor si talentelor lor. Tot in legatura cu munca in afara de scoala si extrascolara a elevilor liceului, merita sa fie amintite expozitiile care aveau loc la incheierea cursurilor. Erau organizate de obicei de profesorii de desen si de lucru manual si aratau indemanarea,harnicia si talentul unui mare numar de elevi. Mult interes au starnit si expozitiile de aparate confectionate de elevi, in cadrul lucrarilor de laborator la fizica si chimie.In toate activitatile in afara de clasa, elevii lucrau cu constinciozitate si avant tineresc.

### Elevi merituosi
Scoala nu este o institutie cu scop in sine, ci este mai degraba un mijloc pentru realizarea unor scopuri in viata.”Non scholae,sed vitae discimus”,spunea filozoful Seneca.Elevii nu invata pentru scoala ci se pregatesc pentru a putea face fata anumitor cerinte ale vietii, ale societatii in care traiesc. Elevii liceului „Decebal” nu s-au remarcat numai in anii petrecuti in liceu,ci si in anii de pregatire postliceala si apoi in indeplinirea sarcinilor primite de la societate. Numai cativa dintre ei n-au reusit,din diferite motive,sa faca studii superioare.Pe unii i-a secerat moartea in floarea varstei in timpul razboiului. Marea majoritate a fostilor elevi ai liceului si-au urmat pregatirea in diverse institutii ale invatamantului superior,iar la absolvirea acestora li s-au incredintat posturi de conducere si de inalta raspundere. O parte s-a dedicat muncii de cercetare stiintifica si au ajuns cadre didactice si cercetatori in invatamantul superior.

### = Baza materiala
Dupa construirea actualului local al liceului si inzestrarea lui cu cele necesare in Liceul „Decebal” au existat totdeauna conditii bune pentru desfasurarea invatamantului.Salile de curs erau suficiente pentru numarul de clase existente.Cladirea poseda spatiu suficient pentru cele doua biblioteci – a profesorilor si a elevilor – , o sala de lectura,laboratoare de fizica si chimie bine inzestrate,o sala si un muzeu de stiinte naturale,o sala de muzica,una de desen,una pentru harti istorice si geografice,un laborator de psihologie, ateliere pentru lucrul manual si o sala de gimnastica incapatoare,cu aparate si materiale de sport. Internatul dispunea de dormitoare,sali de meditatie,de lectura,de muzica,baie,sala de mese si doua infirmerii.Curtea spatioasa oferea loc pentru destindere si jocuri si pentru amenajarea unor terenuri de sport ca : volei,baschet,tenis. Conducerea liceului a urmarit in permanenta dezvoltarea si perfectioanarea bazei materiale din liceu si internat.Razboiul n-a pricinuit liceului mari pagube si suferinte ca in alte parti,dar nici n-a fost scutit de ele. Astfel in vara anului 1944, localul internatului a fost ocupat de ministerul de finante, evacuat in Deva, apoi, intre 26 septembrie-17 octombrie,cladirea liceului a fost pusa la dispozitia unui spital pentru militari in anul scolar 1944-1945, in cladirea liceului nostru si-au tinut cursurile si scoala normala si liceul de fete ale caror cladiri au ramas in continuare ocupate de spitalul militar. A venit pacea si viata a inceput sa-si reia cursul normal. Conducerea liceului a acordat prioritate repararii stricaciunilor si aducerii de noi imbunatatiri. Printre acestea, cea mai de seama a fost legarea conductei de apa si a canalizarii liceului cu cea a orasului.

#### Biblioteca, laboratoarele si colectiile
Cel mai valorios dintre mijloacele auxiliare ale procesului instructiv-educativ este biblioteca scolii. Ea pune la indemana elevilor si profesorilor tezaurul creatiei spirituale al omenirii, cele mai de seama opere literare si stintifice necesare formarii omului cult. In liceu la inceput functionau doua biblioteci una pt elevi si alta pt profesori. In anul scolar 1919-1920 in cele doua biblioteci existau cca. 6000 de volume in limbi straine si numai 512 in limba romana. Odata cu preluarea liceului grija pentru dotarea celor doua biblioteci cu carti romanesti a fost permanenta. Aceasta s-a facut pe doua cai : cumpararea cu bani din fondul licaului si donatii. In afara de carti biblioteca avea, pentru elevi si profesori un mare nr. de reviste si ziare, abonamente asigurate de „Casa Scoalelor”, altele de scoala sau de societatea de lectura „Al. Vlahuta”. Numarul volumelor din biblioteca a crescut an de an, ajungand acum la peste 22000 de volume. Alaturi de biblioteca,alte mijloace in sprijinul procesului de invatamant sunt laborartoarele si diferitele colectii de matreriale didactice.Liceul „Decebal” a posedat astfel de mijloace inca inainte de preluarea lui de catre statul roman.In decursul timpului ele au fost sporite si adaptate noilor stadii de dezvoltare a stiintelor si invatamantului. In liceu a existat inca de la preluarea lui de catre administratia romana:laboratoare de chimie,fizica,stiinte naturale,o bogata culegere de harti de istorie si geografie,o sala de muzica,o sala de gimnastica si un laborator de psihologie,desfiintat dupa al doilea razboi mondial.

#### Secretariatul si administratia
Pentru buna desfasurare a activitatii in orice institutie este nevoie, pe langa conducere inteleapta de oameni care sa execute cu pricepere si tragere de inima, o munca migaloasa ceruta in toate sectoarele. Acest rol ii revine intr-o institutie scolara secretariatului. Aici se tine evidenta elevilor si a intregului personal didactic si administrativ, aici se intocmesc actele, se rezolva corespondenta etc. In perioada 1919-1930 functia de scretar al liceului a fost indeplinita de un profesor al liceului, la inceput, apoi de doi profesori. De la 1 ianuarie 1931,liceul incepe sa aiba un post special de secretar. Numarul de elevi crescuse. Liceul se lupta cu greutatile legate de aprovizionarea cantinei,repararea localului. Ca urmare, pentru a face fata greutatilor in 1914 s-a infiintat postul de intendent. Liceul mai avea un mecanic, un portar, si oameni pentru intretinerea curateniei.

#### Internatul
In anul scolar 1919-1920 odata cu preluarea de catre statul roman a liceului a fost preluat si internatul care era si el in al treilea an de functionare. Prin grija comitetului scolar i s-au facut mereu imbunatatiri. La cantina internatului elevii primeau masa in baza achitarii taxelor stabilite iar cei care aveau burse sau semiburse nu plateau nimic sau plateau jumatate din pret. Pe linga acestia un nr de 6-10 elevi saraci erau primiti gratuit la masa elevilor. Pentru intretinerea internatului se primeau la inceput anumite subventii din partea statului,dar acestea au fost retrase si el a trecut in grija comitetului scolar.In anul scolar 1924-1925 in urma reformei agrare s-au acordat si liceului pentru internat un lot de 9 iugare de teren cultivabil in Valea Muresului peste calea ferata. Ulterior terenul a fost redus la 5 iugare dar lucrat cu multa pricepere el a const o baza materiala sigura pentru internat. Directorul liceului era si director al internatului iar raspunderea la internat o avea un administrator ajutat de un contabil si de personalul de serviciu.De latura instructiv-educativa se ocupau la inceput asa numitii profesori de studii adica profesorii necasatoriti care erau gazduiti in internat si li se oferea gratuit masa la cantina pentru a supraveghea si indruma studiul si comportarea elevilor. Din anul scolar 1929-1930 s-au angajat pedagogi cel mai adesea absolventi ai liceului , sau studenti, sau chiar absolventi de facultati. Numarul elevilor gazduiti in internat a fost aproape in toata aceasta perioada o treime din efectivul celor care frecvantau liceul .N-a lipsit grija de a venii in ajutorul elevilor saraci si cu rezultate bune la invatatura. Multi primeau burse sau semiburse fie din partea statului, fie de la comitetul scolar. Numarul acesta se apropia in unii ani scolari de jumatate din numarul celor din internat. Conducerea internatului cauta nu numai sa asigure conditii de trai si studiu,elevilor dar era preocupata si de organizarea timpului liber antrenandui in lectura extrascolara, activitati artistice si aportive. Starea igienica si sanitara a elevilor era supravegheata de medicul scoli si de o sora medicala iar elevi bolnavi erau ingrijiti in infirmeria inzestrata destul de corespunzator. 

### Comitetul scolar
Pentru supravegherea si sprijinirea bunei desfasurari invatamantului in scolile secundare din Deva s-a infiintat in 1919 „Eforia scolara” condusa de un birou permanent format din 16 membrii in frunte cu prefectul judetului.Biroul controla internatele, bugetele, educatia, se ingrijea de ajutorarea elevilor saraci.Nefiind insa legata numai de o scoala si neavand atributii precise, eforia nu putea da un sprijin eficient dezvoltarii invatamantului.De aceea in urma aplicarii regulamentului scolar secundar la 22 octombrie 1922 ia fiinta Comitetul scolar al liceului „Decebal” ales de parinti, gazdele elevilor si binevoitori ai liceului. Comitetul scolar a fost condus pana in 1938 de directorul liceului iar intre 1938-1947 de unul dintre parintii elevilor.Functiile de secretar, contabil si casier erau indeplinite de profesorii scolii. Comitetul avea menirea de a sustine din punct de vedere material liceul si internatul.El se ingrijea de procurarea si gospodarirea fondurilor banesti, intocmea bugete si conturi de gestiune pe care le inainta spre aprobare Casei Scoalelor,facea reparatii,aproviziona cantina,internatul etc. Fondurile banesti ale Comitetului proveneau din taxele de frecventa si taxele de internat platite de elevi,din subventii primite de la minister, de la Casa Scoalelor, de la prefectura si din venitul realizat din cultivarea lotului scolar.Statul platea personalul didactic,o parte din cel administrativ si de serviciu si subventiona procurarea de combustibil sau reparatiile mari.Restul cheltuielilor cadeau in sarcina Comitetului scolar. Comitetul scolar procura adesea si material didactic si platea si unele ore neprevazute in programa scolara.In ceea ce priveste amenajarile si renovarile, cea mai rodnica perioada a fost cea cuprinsa intre 1934-1942.

### Legatura dintre liceu si familiile elevilor
Familia si scoala au fost si raman factorii de baza care realizeaza educatia tineretului.Cu cat acestia colaboreaza mai strans,cu atat rezulatatele sunt mai bune.In cadrul liceului „Decebal” aceasta colaborare a existat in toate timpurile. O mare parte din elevi liceului proveneau din familii care locuiau in Deva,fapt care inlesnea legatura cu scoala,fiind familii de functionari intlectuali, meseriasi, comercianti, si oameni din alte categorii sociale care locuiau majoritatea lor in oras. Alti elevi locuiau la gazde care substituiau parintii in raporturile cu scoala iar unii faceau naveta din localitatile indepartate. Legatura dintre liceu si parinti se realiza sub diferite forme. Multi parinti veneau din proprie initiativa la liceu pentru a afla cum se comporta odraslele lor. Directiunea convoca adunari generale ale parintilor si gazdelor elevilor. O legatura mai strinsa se realiza intre liceu si parinti prin comitetul scolar ai carui membrii erau parinti elevilor. Comitetul tinea adunari generale si sedinte restranse in incinta liceului si avea grija de nevoile materiale ale acestora, de instruirea si educatia elevilor. Membri comitetului au mobilizat restul parintilor, facand ca desfasurarea invatamantului sa nu sufere nici un an scolar. Liceul „Decebal” s-a bucurat de mult sprijin si din partea cetatenilor orasului chiar si a celor care nu aveau copii elevi in aceasta institutie. Inca din primul an de existenta liceul a primit donatii in valoare de 8361 coroane de la institutii, persoane oficiale sau particulare pentru premierea celor merituosi, pentru concursuri si excursii scolare, pentru ajutorarea elevilor saraci sau bolnavi. Donatiile se faceau in bani, obiecte, sau chiar alimente. La randul sau liceul cauta sa rasplateasca grija pe care o purtau autoritatile si publicul orasului. Serbarile organizate de liceu, programele muzicale sustinute de cor si orchestra, declamatiile elevilor, dansurile nationale etc erau asteptate cu interes si aplaudate. Concursurile de gimnastica atrageau un numeros public iar trofeele castigate la concursurile nationale constau o mandrie a tuturor. Manifestarile culturale si sportive au contribuit la mentinerea in atentia tuturor a faimei liceului „Decebal”.

### Perioada 1948-1971
Urmarea a reformei invatamantului din 1948 liceul „Decebal” a cunoscut o seama de transformari și restructurări cu consecinte importante in munca de instruire si educare a tineretului scolar. În anul 1948 liceul „Decebal” a fost transformat in scoala organica cu clasele 1-11, avand denumirea de scoala medie de baieti si durata de 11 ani. In clasele 1-7 (ciclul 1 si 2 ) a scolarizat baieti si fete, iar in clasele 8-11 (cilul mediu) a scolarizat numai baieti pana in 1956,cand a inceput si mixtarea ciclului mediu cu clasa a 8-a. In sistemul scolii medii de 11 ani aplicat din 1948 pana in 1954 cand a absolvit ultima serie cu 11 ani,invatamintul a avut un caracter unic,dand elevilor o pregatire uniforma. In anul 1953 in baza ordinului ministerului invatamantului durata scoalrizarii a fost redusa la 10 ani, iar unitatea a primit denumire „Scoala medie de 10 ani”. Sistemul scolii medii de 10 ani a fost aplicat doar 4 ani scolari din 1953-1954 pana in 1956-1957, cand a absolvit liceul ultima serie cu 10 ani de studiu (50 de absolventi). Absolventii au fost numai baieti, elevilor li s-a adaugat o pregatire uniforma. In aceasta perioada s-a experimentat si o noua structura a anului scolar, acesta fiind impartit in patrare cu o vacanta scolara intre patrarul 2 si 3 si vacanta de vara. Rezultatele nu au fost satisfacatoare.Din anul 1956 s-a revenit la impartirea in trimestre. Si in cadrul sistemului de notare s-au experimentat noi valori exponentiale. Astfel din anul scolar 1952-1953 s-a renuntat la notarea cu cifre de la 10 la 1 si s-a aplicat notarea de la 5 la 1, dupa sistemul din universitatea sovietica,ca din 1957 sa se revina la sistemul vechi (10-1) valabil si astazi. Din anul scolar 1959-1960 toate clasele scolii au devenit mixte,iar din anul scolar 1958-1959 elevii celor doua clase a 10-a au fost impartiti,formand o clasa realista si una umanista ceea ce a facut ca in anul scolar 1959-1960 sa avem prima serie de absolventi realisti si umanisti. Incepand din decembrie 1957 unitatea a primit denumirea de Scoala medie nr. 2 „Decebal”.Cu acest prilej a primit cartea de onoare din partea ministerului invatamantului. Din anul scolar 1960-1961,ministerul invatamantului ia initiativa organizarii si desfasurarii invatamantului mediu pe baza constituirii unor scoli medii cu colective numeroase de elevi si cu cadre didactice corespunzatoare.Ca urmare in anul 1960 organizarea acivitatii in unitata noastra scolara inregistreaza o restructurare radicala.Ciclul 1 (clasele 1-4) este trecut la scoala generala „Dr. Petru Groza”; ciclul 2 (clasele 5-7) incpe a fi lichidat prin trecerea treptata la aceeasi scoala generala, iar ciclurile medii de la cele 3 scoli din orasul Deva: Școala medie nr. 2 „Decebal”, Școala medie „Dr. Petru Groza ” si Școala medie „Petöfi Sándor” sunt unificate, toti elevii claselor 8-11 fiind școlarizati din anul scolar 1960-1961 la Școala medie nr. 2 „Decebal”. In anul scolar 1963-1964 Școala medie nr. 2 „Decebal” avea un efectiv de 1003 elevi. În anul 1965 prin dispozitia ministerului invatamantului scoala reprimeste denumirea de Liceul „Decebal” fiind un liceu mixt de cultura generala de 7 ani. Incepand cu clasa a 10-a efectivele claselor se impart dupa aptitudini in cele doua sectii: realista si umanista. Trecerea la invatamantul general obligatoriu de 8 ani incepand cu anul scolar 1964-1965 a dus implicit la sporirea duratei studiilor pentru absolvirea liceului de cultura generala de 12 ani. In 1969 liceul dadea prima promotie de absolventi ai liceului cu 12 clase. In structura scolii cu 12 ani liceul de cultura generala prevedea pentru anul 1 (clasa a 9-a) un plan de invatamant unic, iar pentru ceilalti 3 ani au fost prevazute planuri speciale diferentiate pe sectiile realiste si umaniste. Sistemul de examene desfasurate in cadrul liceului „Decebal” intre 1948-1970 a cunoscut mai multe transformari si restructurari. La sfarsitul ciclului 1 s-a dat examen de absolvire a clasei a 4-a pana in anul scolar 1958-1959 dupa care s-a renuntat definitiv la el; la sfarsitul ciclului 2 s-a dat examen de absolvire a clasei a 7-a ( respectiv a clasei a 8-a) pana in anul scolar 1958-1959,dupa care s-a renuntat la el ;se preconizeaza a fi reintrodus din anul scolar 1998-1999.Pentru intrarea in anul 1 (clasa a 9-a) de liceu s-a dat si se da, concurs de admitere la obiectele romana si matematica.O perioada s-a dat si la istorie o proba orala.Pana in anul scolar 1976-1977 s-a mentinut la romana si la matematica probe orale si scrise,dupa care s-a renuntat la cele orale. Dupa reforma invatamantului din anul 1948 s-a renuntat la examenul de bacalaureat cu care se incheiau studiile liceale si s-au introdus examene de absolvire la sfarsitul fiecarei clase de invatamant mediu. Din anul scolar 1952-1953 s-a introdus „examenul de maturitate” la sfarsitul ciclului mediu, iar din 1965 acesta a reprimit denumirea de „examen de bacalaureat” ,denumire pe care o are si astazi. Examenul de bacalaureat s-a sustinut pana in anul scolar 1964-1965 in fata unei comisii alcatuite din cadre didactice de la alte licee, candidatii fiind examinati din 7 obiecte de invatamant, din programa sectiei (realista sau umanista) urmate de elevi.Incepand cu anul scolar 1965-1966 candidatii au fost examinati doar din 3 obiecte de invatamant,pana in anul scolar 1976-1977 cand s-a adaugat si o proba practica. Pe linia legarii invatamantului de viata,de productie ,incepand din anul scolar 1970-1971 s-a introdus un nou obiect de studiu : pregatirea tehnico-productiva,obiect menit sa-i puna pe elvi in contact nemijlocit in contact cu activitatea productiva si care s-a mentinut in programa liceului pana in 1990. Din anul scolar 1970-1971 ,in cadrul liceului „Decebal” au functionat doua clase speciale pentru anul 2 de invatamant: una cu profil special de matematica si una cu profil special de chimie,pentru elevii cu aptitudini speciale la aceste discipline. Structura liceului s-a mentinut pana in anul scolar 1976-1977 ,cand se produc alte modificari, pe care le vom prezenta in partea a 4-a a lucrarii noastre.

### Cadrele didactice si munca lor
In indelungata existenta a liceului „Decebal” s-a statornicit o temeinica traditie de munca,pe care cadrele didactice s-au straduit s-o dezvolte,s-o amplifice si s-o ridice la nivelul cerintelor societatii. In pofida greutatilor de tot felul,cadrele didactice s-au straduit sa-i determine pe elevi sa-si insuseasca temeinic tot ce s-a predat in liceu,sa le dezvolte acestora gandirea logica ,judecata,spiritul de initiativa ; sa le formeze convingerea ca adevaratele virtuti ale omului sunt demnitatea , cinstea , harnicia, sinceritatea , modestia , curajul, partriotismul,indiferent de epoca in care traieste sau de influenta unor regimuri politice aflate vremelnic la putere care a incercat sa manevreze constiintele oamenilor in scopul dorit de guvernanti. In functie de specialitatea pe care au predat-o in liceu ,cadrele didactice au fost grupate in 5 colective de catedre : limba si lirteratura romana, matematica, fizica, chimie, educatie fizica si in 4 comisii metodice pe obiecte inrudite : limbi straine, stiinte sociale, stiinte naturale si geografie, comisia dirigintilor.Gruparea in catedre si comisii a ramas valabila si dupa anul 1990. Cadrele didactice ale liceului au obtinut succesiv ,gradele didactice definitive, gradul 2, gradul 1,incepand cu 1959,cand s-au introdus acestea in Statutul personalului didactic.Unii profesori au fost inspectori scolari o anumita parioada sau au sprijinit activitatea de indrumare si control a inspectoratului scolar, fiind inspectori metodisti. Unii profesori dupa ce au predat cativa ani scolari in Liceul „Decebal” au devenit cadre didactice universitare. Profesorii liceului au fost si sunt angajati intr-o permanenta autodepasire atat in ce priveste pregatirea profesionala, cat si cea metodica.

### Elevii liceului
Intre anii 1948-1970 in 22 de ani liceul „Decebal” a dat 4438 de absolventi (2640 la zi , 724 la seral 1074 la fara frecventa).Numarul lor este de 3 ori mai mare decat numarul absolventilor din perioada 1871-1945. Dupa anul 1948 numarul elevilor a crescut an de an datorita caracterului invatamantului. Efectivele de elevi au ajuns la 400-500 de elevi in anii de functionare cu clasele 1-11 ,ridicandu-se apoi intre 700-900 si chiar 1000 elevi ,cand a functionat cu clasele 5-9.In perioada de functionare numai cu clasele medii numarul de elevi s-a mentinut cu mici oscilatii in jur de 800-900 de elevi. Pentru a face fata afluxului de elevi pe langa 18 sali de clasa existente au mai fost amenajate inca 8 sali de clasa. De asemenea internatul a fost reamenajat pentru a veni in sprijinul elevilor care solicitatu masa si cazare , ajungandu-se la o capacitate de 100 de paturi. Colectivul de elevi a fost alcatuit in majoritate din elevi proveniti din Deva ,la care se adaugau elevii din alte localitati ale regiunii,apoi judetul Hunedoara precum si un numar mic de elevi proveniti din alte judete.Ca o consecinta fireasca a provenientei zonale a elevilor liceului cei mai multi au fost elvi externi si doar 1/4 au locuit in internat. Muncind constiincios cu insufletire si pasiune majoritatea absolventilor Liceului „Decebal” au obtinut rezultate deosebite la sfarsitul studiilor liceale sau in scolile superioare pe care le-au urmat dupa absolvirea liceului. Unii dintre fostii „Decebalisti” au fost promovati la absolvirea institutelor de invatamant superior in randul cadrelor didactice universitare sau ca lucratori in institute de cercetare stiintifica din marile centre universitare ale tarii. Dupa terminarea studiilor universitare majoritatea covarsitoare a absolventilor liceului „Decebal” s-au intors tot in judetul Hunedoara astfel ca se poate aprecia ca nu exista unitate mai importanta in judetul Hunedoara in care sa nu munceasca unul sau mai multi oameni de nadejde care au fost elevi ai liceului „Decebal”.

### Activitatea educativa in afar de clasei si extrascolara
Continuandu-se o traditie din perioada interbelica in Liceul „Decebal s-a desfasurat o bogata si variata forma de activitati.in afara de clasa si extrascolare.Nu ne vom referi la acele activitati impuse elevilor si profesorilor de organizatiile de pionieri sau utecisti, controlate si indrumate de partidul comunist care au fost considerate de toata lumea o corvoada si care practic nu si-au atins niciodata scopul propus.Vom evidentia aici acele activitati care au fost de real folos mai ales elevilor liceului. Cercurile de elevi ,continuand traditia vechilor societati pe obiecte au devenit an de an adevarate laboraoare de activitate creatoare in diverse domenii si discipline.Numarul cercurilor a fost aproape egal cu numarul disciplinelor de studiu.Dintre activitatile organizate s-au bucurat de o apreciere deosebita simpozioanele pe diferite teme , microsesiunile de comunicari ale elevilor, concursurile gen „Cine stie castiga”, expozitiile cu lucrari create de elevi , spectacole cu unele piese de teatru pregatite in cercul dramatic,montaje literar muzicale inchinate unor evenimente , serbarile scolare etc. Activitatea desfasurata in cercuri si-a adus desigur contributia la succesele pe care elevii liceului nostru le-au obtinut la in cadrul unor competitii si concursuri cum ar fi olimpiadele scolare. Reluand firul unei frumoase traditii din activitatea creatoare a fostilor elevi si profesori ai liceului „Decebal” ,care au editat intre 1937 si 1943 revista „Stiu”, cadrele didactice si elevii au scos din 1967 revista „Ecouri scolare” care a aparut pana in 1978. Valente ale educatiei estetice ,ale cultivarii gustului pentru frumos si ale dragostei fata de comoara artistica a neamului nostru s-au realizat prin activitatea desfasurata in cadrul formatiilor artistice ale liceului. Corul mixt ,format din aproximativ 150 de elevi s-a clasat d mai multe ori pe locul I.Formatia de teatru a prezentat spectacole la nivelul scolii in fata publicului din Deva si din alte orase ale judetului.In anul scolar 1960-1961 a fost montata opereta „Crai Nou” de C. Porumbescu.Prezentarea ei s-a bucurat de aprecierea publicului devean. Elevii interpreti ai rolurilor principale au devenit solisti ai operei din Cluj-Napoca.Echipa de dansatori a sustinut numeroase spectacole, iar din veniturile realizate a izbutit sa-si procure singura costumele necesare.Si formatia dansatorilor s-a clasat in mai multi ani la rand pe locul I in competitie cu scolile municipiului Deva. In activitatea sportiva atat de indragita de tineret a fost antrenata intreaga masa de elevi.Numerosi elevi au participat la campionatele scolare.Din randurile elevilor liceului s-au remarcat unii cu deosebite rezultate in activitatea sportiva de performanta. Prin naturalor excursiile au darul de a recreea ,dar si de a instrui si educa in acelasi timp.Cadrele didactice ale liceului au pregatit si desfasurat cu colectivele claselor numeroase excursii si drumetii in alte localitati ale patriei in care elevii au vazut nemijlocit frumuseti ale tarii sau urme ale trecutului legendar al poporului roman. Diversele actiuni si activitati organizate in afara clasei ,intreprinse la nivel de clase ,ani de studiu sau scoala au devenit de multe ori mai eficiente decat cea mai inflacarata lectie tinuta intre peretii salilor de clasa.

### Legatura cu familia
Continuand bunele traditii ale invatamantului nostru in ceea ce priveste legatura dintre scoala si familie, Liceul „Decebal” a acordat o atentie sporita colaborarii cu familia in actiunea comuna de crestere si educare a tinerilor scolari. Cunoscand rolul important al familiei in educarea elevilor ,scoala s-a straduit sa atraga tot mai mult familia in sfera preocuparilor legate de educarea si instruirea acestora. In acest sens s-au organizat comitetele de parinti la nivelul fiecarei clase si comitetul de parinti pe liceu ai caror membrii au tinut legatura cu dirigintii si conducerea liceului aducandus-si contributia la toate problemele importante ridicate de viata colectivului de elevi din scoala. S-au pregatit si desfasurat mai ales cu parintii elevilor din ultimele clase ale liceului , sedinte speciale de dezbatere a orientarii scolare si profesionale a elevilor. Dirigintii claselor au programat si desfasurat consultatii cu parintii elevilor insistand in mod deosebit asupra parintilor ai caror copii au o atitudine necorespunzatoare fata de invatatura si o comportare neregulamentara.Legatura dirigintilor cu familia s-a pastrat in permanenta prin vizitele la domiciliul elevilor ,prin observatiile facute in carnetul de elev si prin corespondenta cu parintii elvilor din alte localitati. Se poate aprecia ca la succesele obtinute de colectivul liceului nostru in munca de instruire si educare a elevilor a contribuit intr-o buna masura si colaborarea dintre scoala si familie.Majoritatea parintilor elevilor liceului „Decebal” au inteles rolul ce-l au in supravegherea ,indrumarea si formarea copiilor lor si au sprijinit constant colectivul didactic al liceului in educarea elevilor.

### Invatamantul seral
Pe langa liceul „Decebal” se infiinteaza in anul scolar 1954-1955 o sectie serala care-si incepe activitatea cu 2 clase ,una a VIII-a cu 29 de elevi si una a IX-a cu 12 elevi.Numarul claselor si a elevilor de la seral a crescut an de an reflectand in felul acesta procesul de industrializare a orasului si a zonelor limitrofe. In anul scolar 1960-1961 la sectia serala a functionat si o clasa a V-a ,iar in anul scolar 1961-1962 au functionat 2 clase a V-a si una de-a VI-a.Incepand cu 1962-1963 ele se desfiinteaza si elevii sunt trecuti la invatamantul fara frecventa ,sectia serala ramanand cu clasele medii pana in 1992-1993. Structura anului scolar la invatamantul seral cuprindea 2 semestre : primul intre 1 IX – 28 I, iar al doilea intre 9 II – 15 VI.Orarul este repartizat in primele 5 zile ale saptamanii ,elevii seralisti fiind liberi in ziua de sambata.Procesul de invatamant se desfasura dupa programa initiala a invatamantului seral , nediferentiata in real si uman ,care cuprinde un numar de obiecte si de ore mai redus decat invatamantul de zi. Printr-o riguroasa organizare a lectiilor profesorii sectiei serale au cautat sa asigure accesibilitatea cunostintelor predate folosind metode si procedee cat mai adecvate, tinand cont de timpul extrem de scurt de care dispuneau elevii seralisti. Stradaniile profesorilor liceului, conjugate cu efortul de vointa a seralistilor au condus la obtinerea de rezultate multumitoare.Majoritatea seralistilor au reusit sa obtina diplome de bacalaureat.Un numar mic de absolventi ai sectiei serale a reusit sa urmeze invatamantul superior. Cei mai multi au ramas in vechile unitati de productie in care erau angajati cand s-au inscris in clasa a IX-a la sectia serala.

### Invatamantul fara frecventa
Sectia fara frecventa de pe langa liceul „Decebal” a functionat cu clasele V-XI din 1948 pana in 1968 ,iar din anul scolar 1968-1969 clasele V-VIII au fost transferate pe langa scoala „Dr. Petru Groza” la liceul „Decebal” ramanand doar clasele liceale IX-XII. Ca forma de organizare si desfasurare in invatamantul fara frecventa s-au experimentat in aceasta perioada mai multe variante. In primii ani elevii erau obligati ca in cele 2 sesiuni sa dea examen integral scris si oral la toate obiectele de invatamant.Un timp destul de scurt s-au cerut elevilor de la fara frecventa din clasele medii lucrari de control pregatite acasa.Un sistem destul de greoi a fost acela in care se cerea in prima sesiune jumatate din materia tuturor obiectelor ,in cadrul unei probe scrise ,iar in sesiunea a doua cealalta jumatate a materiei , tot la proba scrisa. La proba orala care se sustine numai in sesiunea a doua se cerea intreaga materie a obiectelor din planul de invatamant. La inceput elevii erau primiti in primul an al invatamantului liceal fara frecventa (clasa a VIII-a) pe baza unei probe de verificare a cunostintelor din clasele V-VII ,iar din anul 1962 admiterea in ciclul mediu se facea pe baza de concurs ,ca la cursurile de zi si de invatamant seral. Intre anii 1948-1970 un numar de 1072 de elevi au absolvit liceul si au obtinut diploma de bacalaureat.Foarte putini au continuat sa studieze in invatamantul superior ,majoritatea ramanand sa lucreze in intreprinderile in care erau angajati cand s-au inscris la cursurile fara frecventa.

### Baza materială
Intre anii 1960-1961 s-au acordat locuinte celor 11 familii care locuiau in incinta liceului ,iar spatiul eliberat a fost pus la dispozitia scolii. In acest spatiu eliberat s-au amenajat : un internat cu 5 dormitoare si un spalator pentru baieti, un depozit pentru laboratorul de chimie ,o sala pentru lucrari de laborato la chimie, 5 sali de clasa, doua ateliere pentru elevi si 2 infirmeri, 2 sali de clasa pentru laboratorul de chimie. In cele 2 ateliere s-au instalat mese speciale metalice construite de elevi sub indrumarea profesorilor instructori.Scoala a procurat 2 camioane vechi pe care elevii faceau exercitii de conducere. Alte dotari : mese pentru laboratorul de stiinte naturale ,aparate electrice pentru orele de muzica si recreere a elevilor, diferite aparate pentru salile de sport ;din 1964 scioala are un aparat de filmat cu banda de 16 mm. In perioada 1948-1970 s-au facut numeroase amenajari si reparatii cum ar fi sala festiva cu 200 de locuri ,introducerea incalzirii centrale in 1950, 2 baze sportive, un garaj pentru autoduba cantinei scolii; in 1962, o noua gospodarie anexa la periferia orasului, inlocuirea dusumelei cu parchet in toate salile de clasa, o noua spalatorie pentru internatul liceului, o noua bucatarie etc. In preajma sarbatorii centenarului liceului s-au efectuat importante lucrari de renovare si modernizare a localului de scoala a internatului si a bazelor sportive din curtea scolii.

### Internatul liceului
Existenta in permanenta a internatului pe langa liceul „Decebal” a inlesnit multor tineri din alte localitati indeosebi rurale posibilitatea sa urmeze cursuri liceale. Pentru numerosi absolventi ai liceului internatul a fost caminul colectiv timp de 3-4 ani sau chiar de 7 ani scolari. Intre anii 1948-1959 numarul elevilor interni a fost intre 80 si 115. Brusc numarul elevilor interni a crescut in 1960 cand a avut loc unificarea scolilor medii de cultura generala din oras. In anul scolar 1961-1962 numarul elevilor cazati in internat a ajuns la 285 (175 de fete, 110 baieti), iar in anul scolar 1963-1964 numarul acestora a atins cifra cea mai mare din istoria internatului de 350 de elevi (230 de fete si 120 baieti). Elevilor interni li s-a asigurat un regim rational prevazandu-se timp corespunzator pentru odihna, recreere si pregatirea lectiilor. În timpul intregului program ei au fost supravegheati de pedagogii si profesorii liceului. În internat au fost asigurate condiții adecvate pentru elevi, astfel încât pregatirea școlară a acestora să fie similară cu cea a elevilor externi.

### Dinamica procesului instructiv-educativ
Perioada din existenta liceului luata in discutie ,adica ultimii 25 de ani este marcata de ample si succesive schimbari, culminand cu anul revolutionar 1989 cand invatamantul romanesc se aliniaza alaturi de celelalte domenii ale vietii sociale si economice in procesul recunoasterii si modernizarii cerute de etapa noua de dezvoltare in care se afla astazi Romania. În anul 1977 invatamantul de 10 ani devine obligatoriu, ceea ce duce la impartirea cursului liceal in 2 trepte, prima influentand clasele a IX-a si a X-a, iar a doua clasele a XI-a si a XII-a. Trecerea in treapta a doua se facea prin concurs de admitere sustinut la 2 obiecte de invatamant in functie de profilul claselor. Pana in 1977 planurile de invatamant au cuprins cam aceleasi obiecte de studiu ca si in perioada 1965-1971 cu unele modificari in ceea ce priveste studiul limbilor moderne si instruirea practica a elevilor.Numarul de ore a crescut la unele clase de invatamant ajungand in total la 27-29 ore pe saptamana. Modificari insemnate au aparut in continutul disciplinelor de invatamant producandu-se o insertie importanta a politicului si ideologiei comuniste in toate capitolele din manualele scolare cu scopul declarat al formarii „omului nou” ,in fapt al manevrarii constiintei tinerei generatii. Numarul de elevi ai liceului „Decebal” a fost relativ mare in aceasta perioda.La nivelul fiecarui an de studiu la zi erau 4 clase paralele,iar media pe clasa era de 36 de elevi.Au existat si cate 2-3 clase paralele ,la nivel de an de studiu la cursurile serale care au functionat pana in anul 1992-1993. S-a mentinut si profilul claselor ca si in perioada anterioara : real si uman si cate o clasa cu profil spoecial de matematica si chiomie.Aceste profile functionau din clasa a X-a ,dupa un an scolar in care elevii primeau o pregatire nediferentiata. Odata cu anul scolar 1977-1978 liceul isi schimba din nou denumirea.Se va numi Liceul de matematica-fizica „Decebal”,primind asadar acest profil ,desi in cadrul sau au functionat mereu si clase cu alt profil :chimie-biologie sau filologie-istorie si chiar clase cu profil industrial agrar :mecanica si agricultura. In spiritul unei idei directoare la vremea aceea in procesul instructiv-educativ, anume imbinarea teoriei cu practica, in planurile de invatamant au fost introduse discipline tehnice: desen tehnic, tolerante si masuratori, rezistenta materialelor , tehnologia materialelor, utilaje si tehnologia meseriei etc. , in detrimentul obiectelor cu profilul umanist al caror numar de ore scade ingrijorator. E vorba mai ales de limbile moderne si de limba latina . De asemenea , o treime din totalul orelor dintr-un an scolar era destinata instruirii practice, in timpul careia se pregateau elevii in meseriile de lacatus , strungar, frezor, electrician, tamplar etc. ,urmand ca dupa terminarea studilor – treapta I sau treapta aII-a – , printr-o activitate de 6 pana la 12 luni, sa obtina calificarea in meseriile mai sus mentionate, care sa le inlesneasca incadrarea in productie, in cazul in care nu ar continua sa studieze in invatamantul superior. Chiar una dintre probele examenului de bacalaureat consta in realizarea si sustinerea unui proiect tehnologic care adesea nu avea nici o legatura cu profilul clasei absolvite( de exemplu , clasa de filologie-istorie sustinea proiecte de tamplarie). Revenind la profilul claselor, consemnam aparitia, in anul scolar 1981-1982 , a patru clase cu profil industrial agricol, dar dupa doi ani scolari, incepand cu 1983-1984, acest profil dispare, fiind inlocuit cu clase de mecanica, cate 4 la nivel de an de studiu, in treapta I.In anul scolar 1987-1988 apare in planul de invatamant si o clasa de matematica-informatica, in locul unei clase de matematica-fizica, schimbare care a anticipat modificarea profilului liceului dupa 1989. In perioada 1977-1990 , sporadic, in planul de scolarizare al liceului apare si o alta forma de pregatire a elevilor, numita „Cursuri de 10 zile trimestrial” , o combinatie intre cursurile de zi si cursurile fara frecventa. Elevii acestei forme de invatamant frecventau trimestrial cursuri de pregatire intensiva , organizata timp de 10 zile. Numarul elevilor acestei forme era destul de mare . De exemplu , in anul scolar 1979-1980, erau inscrisi in clasele IX-XII 250 de elevi, multi dintre acestia reusind sa obtina diploma de bacalaureat. Daca pana in 1989 dinamica procesului instructiv-educativ poarta amprenta unei orientari ai degraba ideologice, impuse de teoria politica si nu de situatia reala sociala si economica a tarii, dupa evenimentele din decembrie 1989 , in viata scolii se fac simtite eforturile de revenire la normalitate, pe fagasul vechilor si adevaratelor traditii ale invatamantului romanesc. Regasirea drumului pierdut candva si directionarea lui spre noi idealuri educationale, care sa serveasca unei societati democratice si libere, moderne si apte sa integreze Romania intre tarile dezvoltate ale Europei, se face prin transformari succesive ce au loc si in liceul nostru, ca peste tot in tara. Astfel , liceul isi recastiga statutul de liceu teoretic si primeste, in consecinta, in 1990, denumirea de Liceul Teoretic „Decebal”. Se elimina treptat profilurile industriale. Ele sunt inlocuite cu alte tipuri de clase, a caror varietate incearca sa raspunda nevoilor atat de diverse ale unei societati dinamice , grabite sa recupereze anii pierduti, dar mai ales sa raspunda aspiratiilor atat de variate ale spiritului uman , in sfarsit liber sa-si aleaga propria cale de afirmare, de implinire. Iata noua configuratie, dupa profil, a claselor liceului in ultimii 4 ani scolari, cu mici variatii de la un an la altul: matematica-fizica(bilingv-engleza), matematica-fizica(bilingv-franceza), matematica-fizica (bilingv-germana), matematica-fizica , fizica-chimie, informatica, limbi moderne, filologie. Analizand aceasta noua structura a ofertei de profil a liceului, se remarca faptul ca mentinand o foarte valoroasa traditie de pregatire in domeniul stiintelor exacte, imbogatita cu invatarea atat de necesara a informatici, a aparut preocuparea pentru recucerirea universului atat de generos si inalt valoric al disciplinelor umaniste. Idealul uman spre care tind astazi tinerii liceeni este profesionistul competent cu o cultura temeinica si variata , cunoscator a cel putin doua limbi de circulatie internationala, familiarizat cu mijloacele compiuterizate. Acestui ideal inceraca sa-i slujeasca si Liceul „Decebal” prin profilurile sale actuale. Interesul pentru invatarea limbilor straine determina sa fie cele mai solicitate clasele care ofera in mod special aceasta competenta. De asemenea merita sa subliniem fiintarea pentru prima oara a doua clase de profil uman in acelasi an de studiu, incepand cu septembrie 1996: filologie si limbi straine. Noutati mari se inregistreaza in planurile de invatamant care prevad noi discipline. Astfel , la clasele bilingve se predau in limbile respective ore de geografie, istorie si civilizatie a Angliei, Frantei si Germaniei, pe langa un numar important de ore de limba si literatura straina. Clasele de informatica beneficiaza de ore de specialitate atat teoretice cat si practice , desfasurate in laboratorul dotat cu calculatoare. Tehnici de laborator se efectueaza la clasele de fizica-chimie. La clasele umaniste se studiaza trei limbi moderne, latina, literatura universala, gramatica romana, istoria culturii si a ideilor religioase etc. Unele dintre aceste discipline sunt optionale. Primii absolventi ai claselor bilingve au sustinut in iunie 1996 examenul de atestare a cunostiintelor de limba engleza, franceza, respectiv germana. S-au prezentat la acest examen un numar total de 57 de elevi si au luat atestatul 55. Diploma obtinuta da dreptul absolventului sa predea ore de limba straina la ciclul primar , iar la limba franceza, unde examenul s-a desfasurat in prezenta unui reprezentant al Consulatului Frantei din Timisoaa, atestatul ministerului este dublat de un atesta al ambasadei Frantei, care consta in recunoasterea in strainatate a competentei maximale de limba.In anul scolar 1992-1993 s-a infiintat ciclul gimnazial, cu daua clase paralele la nivel de an s\de studiu, cu predare intensiva a limbilor franceza, respectiv engleza. S-a implinit astfel o dorinta mai veche a slujitorilor acestei scoli de prestigiu. Subliniem di nou oferta speciala a profilului acestor clase, de invatare a unei limbi moderne, dar si de initiere a micilor „decebalisti” in tainele informaticii, in orele cu caracter optional. Admiterea in liceu se face pe baza unui concurs sustinut de candidati la matematica si limba si literatura romana, procedat de o testare a cunostintelor de limbi moderne ale candidatilor care opteaza pentru clasele de limba moderna, sustinut in scris si oral.Bacalaureatul si-a regasit in parte in acesti ani seriozitatea si importanta, constand din 5 probe, 2 orale si trei scrise, la patru obiecte, in functie de profilul claselor. De la 1 septembrie 1996 licaul si-a schimbat denumirea, primind numele Colegiul National „Decebal”, un nume ce vine ca o confirmare a recunoasterii la nivel national a valorii si prestigiului acestei scoli devena, ca omagiu adus institutiei aflate in momentul sarbatoririi celor 125 ani de experienta. In revista Discobolul din Alba Iulia Decebalul din Deva a intrat in literatura romana prin povestirea "Sarutul de marmura," scris de un fost decebalist.

### Cadrele didactice
A pastra nestirbit prestigiul unei scoli de-a lungul a 125 de ani de existenta este un fapt remarcabil si el se datoreaza in mod esential cadrelor didactice. Ultimii 25 de ani evidentiaza faptul ca, in ciuda fluctuatiei destul de mare de profesori, cum arata si una din anexele lucrarii, a existat mereu un colectiv constant, serios, capabil sa asimileze cadrele tinere sau noi, inoculandu-le spiritul de responsabilitate fata de tinerii dati in grija si fata de propriul nivel de competenta profesionala. Desi implicati in mod abuziv in activitati politice si obstesti pana in 1989, prioritar a fost totdeauna domeniul instructiv-educativ. Reusitele in acest sens se reflecta in rezultatele obtinute de elevi in anii de studiu, la examene, concursuri scolare, concursuri de admitere in treapta a treia a sau in invatamantul superior.Iata numele unor profesori care si-au vazut incununate eforturile cu premii valoroase la olimpiadele scolare: Lucia Florea Domnica Sarbu, Petru Arderu, Jujita Vinti, Nistor Anghel, Cornel Cismas, Gabriela Czira, Sonia Craciunescu, Emilia Nistor, Mihai Bardan, Olivia Nitescu, Valentina Achim, Rodica Parvan, Viorica Ciucian, Florin Ilies, Gheorghe Toma, Sorin Stanculescu, Ioana Jurca, Vasile Blendea, Ioan Dreghici, Voicu Corneliu si multi altii. In sarcina profesorilor a intrat si pregatirea sesiunilor de comunicari stiintifice, atat pentru elevi cat si pentru cadrele didactice, o activitate care necesita un inalt nivel de pregatire profesionala si o munca indelungata si migaloasa in planul studiului, al cercetarii stintifice. Pe langa pregatirea unor lectii de inalta tinuta stiintifica si valoare educativa, un numar insemnat de colegi au desfasurat o intensa munca de cercetare cu rezultate nobile care s-au materializat in lucrari publicate sau sustinute in cadrul unor simpozioane sau sesiuni de comunicari stiintifice. Iata cateva exemple:
1. Viorica Ciucean:
  - ”Elemente de latinitate in legendele lui Tit Liviu („Ad urbe condita”) si in folclorul Vaii Jiului, lucrare sustinuta la Simpozionul international „Dies Traiani”, Deva 18.09.1994, publicata in revista „Miorita”,1,1994.
  - Conceperea, elaborarea si publicarea revistei de cultura si civilizatie romana ” Excelsior „, martie 1995, cu prilejul olimpiadei nationale de limba latina si greaca.
  - Publicatii in tara : Studia Universitaris Babes-Bolyai, Chemia, XXXIV, 1, 1998; Organoton diphenyphosplinates, R4-n Sn(O2PPh2)n, Cristian Silvestru, Florin Ilies, Ionel Haiduc.
2. Florin Ilies:
  - Probleme si exercitii de chimie, vol. I-II, Deva, 1992.
  - Publicatie in strainatate: Csilvestru, F. Ilies, I. Haiduc, M. Gieleu, J. J. Zuckermann, in Organomental, Chem, 330 315/1997.
3. Gheorghe Toma (Lucrari sustinute la diverse sesiuni de comunicari stiintifice):
  - ”Asupra formulelor de cuadratura Newton-Coates”.
  - ”O demonstratie a inegalitatii mediilor”
  - ”Culegere de probleme de matematica pentru gimnaziu si liceu”, 1987.
  - ”Inegalitati algebrice si geometrice in gimnaziu”
  - ”Maxime si minime in probleme de algebra si geometrie”
  - ”Algoritm si schema logica asupra functiilor care admit sau nu primitive”
4. Olivia Nitescu:
  - 1.”Probleme de economie pentru admitere in facultate”,1987.
  - ”Studiu psihologic privind relatia adolescent-parinti”,1994.
  - ”Conflictul interfamiliar in perceptia adolescentului”,1995.
  - ”Imaginea elevilor de liceu despre alegerea partenerului conjugal”,1996.
5. Felicia Pioara:
  - ”Culoarul Striului intre Calan si Simeria. Influenta factorului climatic asupra proceselor geodinamice”.
  - ”Consideratii privind predarea – insusirea materiei la disciplina „Geografia Frantei”.”
  - ”Geosistemul, conceput, metode de cercetare.”
6. Ioana Jurca:
  - Geografia in perspectiva noii reforme a invatamnatului romanesc.”
  - ”Amenajarea si optimizarea spatiului agrar in depresiunea Brad.”
7. Dumitru Susan:
  - ”Sub creanga de aur”
  - ”Cel mai greu examen ( Examen de Paulis)”
  - ”Omul care a murit de doua ori”
8. Cimas Cornel:
  - ”Cu Gheorghe Eminescu”,in „Profil Eminescian”, 1973.
  - Cuvant inainte la „Tinerete fara batranete”,1973.
  - ”Liviu Rebreanu in programele scolare”, comunicare stiintifica.
  - ”Munca cu elevii in afara clasei”, in Buletinul Societatii de Stiinte Filologice”,1974.
  - ”Satul in lirica lui Blaga”,comunicare stiintifica.
  - ”Lucian Blaga – 100 de ani de la nastere”,comunicare aparuta in revista „Mihai Eminescu” nr. 20, Sidney- Australia.

In perioda 1972-1987 s-au angajat in amenajarea moderna a unor laboratoare si cabinete, profesorii: Petru Ardeu( Stiinte Naturale), Rodica Parvan, Vasile Cismas, Viorel Sumulan(Geografie), Andrei Soos(matematica), Lucia Florea, Maria Glodeanu-Onescu(limbi moderne),Emilia Nistor(chimie), Eleonora Picu, Gabriela Czira(fizica),Dumitru Susan, Valentina Achim(limba si literatura romana). Schimbarile petrecute dupa decembrie 1989 au avut drept consecinta si nevoia refacerii unor cabinete si laboratoare, renuntarea la unele si amenajarea altora. O alta generatie de profesori s-au implicat in aceasta actiune din urma pregatind aniversarea din acest an si in acest fel: Viorica Ciucian(geografie), Viorica Neagoe, Adriana Bulc, Daniela Teodoru(romana), Felicia Pioara, Ioana Jurca(geografie), Gheorghe Toma, Maria Minisca(matematica), Cismas Vasile(istorie), Mariana Munthiu, Stefania Grecu, Cornelia Alexa, Liliana Vintila, Draghita Iliuta(franceza), Maria Glodeanu-Onescu, Carmelia Faur, Florin Ilies, Elen Oncu(chimie), Sonia Craciunescu, Mioara Nistor(biologie).
An de an s-au inregistrat eforturile profesorilor de perfectionare profesionala prin obtinerea gradelor didactice II si I. In colecticul didactic actual (1996) exista 32 de profesori cu gradul didactic I , 8 cu gradul didactic II , 4 cu definitivatul si 4 stagiari. In plus profesor Ioana Jurca este inscrisa la doctorat , iar Mariana Muntiu este lector universitar asociat.
Ca o recunoastere a meritelor profesionale , un numar insemnat de profesori ai Liceului „Decebal” au fost conducatori de cercuri pedagogice pe municipiu sau pe zona sau au efectuat munca de indrumare si control ca inspectori si ca inspectori metodisti , sau au fost cooptati in comisiile de admitere la facultate sau de acordare a gradelor didactice I si II : Andrei Soos , Mihai Bardan , Iosif Dascar , Iacob Popa (matematica) , Ioan Dreghici , Eleonora Picu , Gabriela Czira (fizica) , Lucia Florea , Mariana Munthiu (franceza) , Emilia Nistor , Florin Ilies (chimie) , Juja Vinti , Mioara Nistor , Stefan Schreiber , Sonia Craciunesc (biologie) , Dumitru Susan , Cornel Cismas (romana) , Petru Ardeu , Olivia Nitescu (stiinte sociale) , Vasile Cismas (istorie) , Iosif Reichenauer (educatie fizica) , Ioana Jurca , Viorel Sumalan (geografe) , Viorica Ciucian (latina) , Cornel Cismas a fost presedinte al Societatii de Stiinte Filologice , iar Eleonora Picu , vicepresedinte al Societatii de Fizica si Chimie.
Daca anul 1990 a adus o deschidere nesperata in invaamantul romanesc , e la fel de adevarat ca a adus si o serie de dificultati ce trebuie depasite de profesori. Astfel manualele scolare au devenit nu odata o problema. Lipsind sau sosind cu intarziere , ramanand in urma programei scolare in continua schimbare , profesorii s-au vazut nevoiti sa comlpeteze vechile manuale sau sa le suplineasca lipsa prin materiale proprii realizate cu mult efort , talent si pricepere. Cel mai elocvent exemplu este al profesorilor de limbi moderne , autori ai unor seturi intregi de materiale pentru predarea orelor de literatura , istorie , geografie si civilizatie , a gramaticii si lexicului.
Se cuvine a fi mentionate special numele profesorilor care au indrumat elevii de la clasele bilingve pentru realizarea lucrarilor de atestat : Maria Glodeanu-Onescu , Camelia Faur , Mariana Munthiu , Cornelia Alexa , Maria Petre.
Liceul „Decebal” a fost ales in mai multe randuri sa fie gazda unor manifestari de anvergura.Astfel , in 1992 s-a organizat faza nationala a olimpiadei de chimie; In 1994 cea de biologie , iar in 1995 cea de limbi clasice (latina si greaca). De asemenea , in 1994 s-a desfasurat in liceul nostru o activitate de perfectionare a profesorilor de limba engleza , cu participare interjudeteana, in colaborare cu Consulatul Britanic si Casa Corpului Didactic.De fiecare data Liceul „Decebal” prin profesorii sai, s-a dovedit o gazda primitoare.

## Directorii Colegiului Național „Decebal” Deva
| Numele complet        | Anii în care acesta a fost director al școlii |
| --------------------- | --------------------------------------------- |
| Matusek Nep. János    | 1871-1882                                     |
| Teglas Gabor          | 1882-1903                                     |
| Göllner Karl (Károly) | 1903-1919                                     |
| Boteanu Iosif         | 1919-1938                                     |
| Sirca Liviu           | 1938-1952                                     |
| Ghisoiu Eugen         | 1952-1957                                     |
| Laslau Emil           | 1957-1959                                     |
| Caraman Pavel         | 1959-1960                                     |
| Bulz Constantin       | 1960-1961                                     |
| Susan Dumitru         | 1961-1970                                     |
| Tândău Augustin       | 1970-1972                                     |
| Tempeanu Coriolan     | 1972-1975                                     |
| Pârvan Rodica         | 1975-1977                                     |
| Popa Iacob            | 1979-1982 și 1990-1994                        |
| Czira Gabriela        | 1982-1986                                     |
| Crețu Stela           | 1986-1989                                     |
| Dreghici Ioan         | 1994-1997                                     |
| Ilies Florin          | 1997-prezent                                  |

## Directorii adjuncți ai Colegiului Național „Decebal” Deva
| Numele complet       | Anii în care acesta a fost director adjunct al școlii |
| -------------------- | ----------------------------------------------------- |
| Rau Nicolae          | 1948-1949                                             |
| Jemeanu Pantelimon   | 1949-1953                                             |
| Gotcu Constantin     | 1953-1954                                             |
| Voinschi Nicolae     | 1954-1955                                             |
| Rainer Ioan          | 1955-1957                                             |
| Bercovici Maximilian | 1957-1958                                             |
| Nistor Anghel        | 1958-1960                                             |
| Bodea Eleonora       | 1959-1961                                             |
| Schreiber Ștefan     | 1961-1962                                             |
| Dejeu Viorica        | 1960-1963 și 1964-1967                                |
| Jacota Victor        | 1960-1972                                             |
| Reichenauer Maria    | 1963-1964                                             |
| Arimescu Aurelia     | 1968-1972                                             |
| Stoican Elena        | 1972-1975                                             |
| Popa Iacob           | 1975-1977 și 1987-1989                                |
| Bădiță Elena         | 1977-1982                                             |
| Cismas Cornel        | 1982-1987                                             |
| Voicu Corneliu       | 1990-1991                                             |
| Cismaș Vasile        | 1991-1995                                             |
| Ciucean Viorica      | 1995-2009                                             |
| Lint Dorin           | 2003-2021                                             |
| Lupșa Elena          | 2009-2012                                             |
| Crișan Crina         | 2012-prezent                                          |
| Popa Sorina          | 2012-prezent                                          |